# ゲット・アップ・キッズ
ゲット・アップ・キッズ(The Get Up kids)は、アメリカ合衆国の、エモ、オルタナティヴ・ロックバンド。1995年にミズーリ州のカンザスシティで結成し、2005年に解散。2009年、アルバム『サムシング・トゥ・ライト・ホーム・アバウト』の発売10周年記念盤の発売を期に再結成。1990年代のエモシーンにおいて最も活躍したバンドのひとつ。

## メンバー

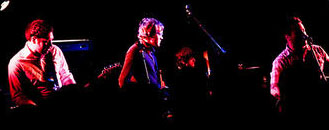
ライブで演奏するバンド（2009年）

- マット・プリオール (Matt Pryor) - ボーカル、ギター
- ジム・サプティック (Jim Suptic) - ボーカル、ギター
- ロブ・ポープ (Rob Pope) - ベース
- ライアン・ポープ (Ryan Pope) - ドラム

### 旧メンバー
- トーマス・ベッカー (Thomas Becker) – ドラム (1995)
- ネイサン・シェイ (Nathan Shay) – ドラム (1996)
- ジェイムス・ドゥウィーズ (James Dewees) - キーボード (1999–2005; 2008–2019)

## ディスコグラフィー
- Four Minute Mile - フォー・ミニット・マイル (1997)
- Something to Write Home About - サムシング・トゥ・ライト・ホーム・アバウト (1999)
- On a Wire - オン・ア・ワイアー (2002)
- Guilt Show - ギルト・ショウ (2004)
- There Are Rules - ゼア・アー・ルールズ (2011)
- Problems (2019)

## 来日公演
- 2000年
  - 4月11日 東京 Shibuya Club Quattro
- 2002年
  - 7月27日 新潟 苗場スキー場 - Fuji Rock Festival
- 2010年
  - 3月3日 大阪 FLAKE RECORDS
  - 3月4日 大阪 BIG CAT
  - 3月5日 愛知 名古屋CLUB QUATTRO
  - 3月7日 東京 赤坂BLITTZ
- 2011年
  - 7月30日 新潟 苗場スキー場 - Fuji Rock Festival
- 2013年
  - 11月6日 大阪 BIGCAT
  - 11月7日 名古屋 BOTTOM LINE
  - 11月9日 埼玉 所沢記念公園野外ステージ - tieemo
  - 11月10日 埼玉 所沢記念公園野外ステージ - tieemo
- 2019年
  - 10月8日 東京 渋谷TSUTAYA O-WEST
  - 10月9日 東京 渋谷TSUTAYA O-WEST
  - 10月10日 大阪 Umeda CLUB QUATTRO